# Jefferson (Maine)
Jefferson est une ville du comté de Lincoln dans le Maine, aux États-Unis.